# Prosena bella
Prosena bella là một loài ruồi trong họ Tachinidae.